# Jason Shaw
Jason M. Shaw (Chicago, 4 novembre 1973) è un supermodello e attore statunitense.

## Carriera
Modello di importanti case di moda internazionali, Jason Shaw è stato il testimonial del marchio Tommy Hilfiger dal 1998 al 2003. Laureatosi presso l'Università di Chicago nel 1995, presso la quale era membro della squadra di basket, dopo essersi trasferito a New York, Shaw ha firmato un contratto con l'agenzia Wilhelmina Models. In seguito ha ottenuto contratti anche con la Public Image Worldwide, Nous Model Management di Los Angeles, Why Not Model Agency di Milano, e Success Models di Parigi. Fra i suoi lavori più importanti nel campo della moda si possono citare Iceberg, Karl Lagerfeld, Lord & Taylor e Versace.
Parallelamente a quella di modello, Jason Shaw ha anche intrapreso una carriera da attore, debuttando nel 2001 in Liars Club, e comparendo in seguito in alcune celebri serie televisive come Streghe, in cui interpretava il personaggio di Greg, fiamma di Piper Halliwell, in Squadra emergenza nel ruolo del vigile del fuoco Stu "Lotta Zs" Szczelaszczyk, e nel film The Hillz. È stato anche uno dei protagonisti di uno dei filmati hardcore "rubati" a Paris Hilton, con la quale è stato legato sentimentalmente per un certo periodo.

## Agenzie
- Wilhelmina Models – New York
- Public Image Worldwide
- Nous Model Management – Los Angeles
- Why Not Model Agency – Milano
- Success Models – Parigi

## Filmografia

### Cinema
- Liars Club, regia di Bruce Cacho-Negrete (2001)
- The Hillz, regia di Saran Barnun (2004)
- Stories USA, regia di M. Eastling (2007)
- On a Dark and Stormy Night, regia di Ezequiel e Juan Riedinger (2010)

### Televisione
- Streghe (Charmed) – serie TV, episodi 6x10-6x15-8x15 (2003-2004, 2006)
- Squadra emergenza (Third Watch) – serie TV, 4 episodi (2004-2005)